# 柚子森さん
『柚子森さん』（ゆずもりさん）は、江島絵理による漫画作品。小学館の無料マンガサイト『やわらかスピリッツ』にて、2016年6月27日から2018年3月26日まで連載されていた。ヘタレ女子高生みみかと、クールな女子小学生柚子森さんとのほのかな恋愛模様を描いた作品で、2016年6月6日より『やわらかスピリッツ』において予告編が3部掲載され、同月27日より本連載に移行した。
TwitterなどのSNSを中心に口コミが広がった結果、連載開始直後に『やわらかスピリッツ』のユニークユーザー数を1.5倍に増加させ、単行本第1集発売時には各書店で売り切れ状態に陥ったため緊急重版がかかるなど大きな反響を呼んだ。

## あらすじ
ある日の朝、寝坊したため学校へ急ぐみみかは、公園で猫と戯れる一人の少女に目を奪われた。みみかは思わずその少女に声をかけるも、不審者と勘違いされてしまう。
その後、みみかは少女と会ったとき財布を落としたことに気が付く。放課後ひとり公園で財布を探していたが、朝に出会った少女、柚子森さんが通りかかり、一緒に財布探しを手伝ってくれた。この一件を通じて友達になったみみかと柚子森さんの、淡く尊い恋物語が幕を開ける。

## 登場人物
野間 みみか（のま みみか）
本作主人公。高校2年生。ある朝偶然見かけた少女・柚子森さんに心を奪われる。性格はヘタレで、柚子森さんと手をつなぐだけでドキドキしていたが、やがてそれが恋であることに気が付く。柚子森さんとは常に敬語で接している。
柚子森 楓（ゆずもり かえで）
本作もう一人の主人公。小学4年生。突然話しかけてきたみみかを最初は不審に思うも、徐々に打ち解けていく。性格はクールで大人びているが、みみかの友達に嫉妬する一面を見せることもある。
志摩 栞（しま しおり）
みみかの小学校からの幼馴染。みみかからは「しーちゃん」と呼ばれる。柚子森さんなる少女に心を惹かれているみみかをみて、その少女に興味を抱く。
綾瀬 りりは（あやせ りりは）
柚子森さんのクラスメイト。小学校高学年女子向けファッション誌『夢プチ』のモデルをしている。
五十鈴（いすず）
柚子森さんのクラスメイト。りりはと行動を共にする。

## 書誌情報
- 江島絵理 『柚子森さん』 小学館〈ビッグコミックススペシャル〉、全5巻
  1. 2016年12月12日発売[1]、ISBN 978-4-09-189292-8
  2. 2017年3月10日発売[3]、ISBN 978-4-09-189473-1
  3. 2017年7月12日発売[4]、ISBN 978-4-09-189588-2
  4. 2017年12月12日発売[5]、ISBN 978-4-09-189756-5
  5. 2018年5月11日発売[6]、ISBN 978-4-09-860007-6